# قلنسوي ربيعي
قلنسوي ربيعي (الاسم العلمي:Mycena vernalis) هو نوع من الفطريات يتبع جنس القلنسوي من فصيلة القلنسوية.